# Білітіс
Білітіс — уявна давньогрецька поетеса, якої насправді не існувало: плід фантазії французького поета й прозаїка П'єра Луї, який 1894 року видав збірку «Пісні Білітіс», що містила його власні вірші, які він, проте, видав за переклад з давньогрецької. Згідно з біографією, створеною П'єром Луї, Білітіс мешкала на острові Лесбос, була ученицею славнозвісної Сафо, й між ними спалахнула пристрасть. Пізніше Білітіс нібито була на Кіпрі гетерою. Вірші були в рукописі, який нібито зник. Вірші перекладені на багато мов світу, чимало компохиторів також зверталися до цих текстів.

## Джерело
- Поэзия французского символизма. Москва: Издательство Московского университета, 1993, с. 482–483.